# منتخب هايتي لكأس ديفيز
منتخب هايتي لكأس ديفيز هو ممثل هايتي الرسمي في كرة المضرب في كأس ديفيز.